# إسفت
إسفت أو أسفت ، و تعني الكلمة بالمصرية القديمة «الظلم» أو «الفوضى» أو «العنف». هو مصطلح مصري قديم كان يستخدم في الفلسفة في مصر القديمة، والذي بني على المثنويات الدينية والاجتماعية و السياسية.

## المبدأ والأيقنة
و قد كان يعتقد أن إسفت هو مضاد ماعت (بمعنى النظام الكوني أو التناغم أو العدل أو التوازن). و وفقا للمعتقدات المصرية القديمة، كان إسفت وماعت يكونان ثنائية متكاملة و معضلة في نفس الوقت حيث لا يمكن لأحدهما التواجد بدون الآخر وإذا انتهى واحد منهما انتهى الآخر معه، فإسفت وماعت يوازنان بعضهما البعض . و قد تم اختيار الملوك في مصر لتحقيق مبدأ ماعت، وهو ما يعني أن على كل ملك الحفاظ على العدالة و الوئام وحمايتهما من خلال تدمير إسفت. و تظهر مبادئ التناقض بين إسفت وماعت في قصة شعبية من الدولة الوسطى، تسمى «عويل البدو»:

أولئك الذين يدمرون الكذب يعلون قيمة ماعت؛

أولئك الذين يروجون الخير سوف يمحون الشر.

كما يمحو الشبع الشهية،

كما تغطي الملابس العاري

و كما تصفو السماء بعد عاصفة.

في نظر المصريين كان العالم دائما غامضاً وملتبساً؛ كان يعتقد أن إجراءات وأحكام الملك تبسط هذه المبادئ من أجل الحفاظ على ماعت عن طريق وضع حد فاصل بين النظام والفوضى أو الخير والشر. و في نصوص التوابيت الفصل 335a يتم التأكيد على ضرورة تطهر الموتى من إسفت من أجل أن يولدوا من جديد في العالم الآخر.

## الهوامش
1. 1 2  Erman, Adolf, and Hermann Grapow, eds. 1926–1953. Wörterbuch der aegyptischen Sprache im Auftrage der deutschen Akademien. 6 vols. Leipzig: J. C. Hinrichs'schen Buchhandlungen. (Reprinted Berlin: Akademie-Verlag GmbH, 1971).
2. 1 2  Donald B. Redford: The Oxford Encyclopedia of Ancient Egypt: A-F (= The Oxford Encyclopedia of Ancient Egypt, volume 1). Oxford University Press, 2001, ISBN 0-19-513821-X, page 485.
3. ↑  Jan Assmann: Ma'at. Gerechtigkeit und Unsterblichkeit im Alten Ägypten (= Beck'sche Reihe. Bd. 1403). 1. Auflage, Beck, München 1990, ISBN 3-406-45943-9. page 58.
4. ↑  Jan Assmann: Ma'at. Gerechtigkeit und Unsterblichkeit um Alten Ägypten (= Beck'sche Reihe. Bd. 1403). 1. Auflage, Beck, München 1990, ISBN 3-406-45943-9. page 58, 59 & 213–216.
5. ↑  Anja Berendine Kootz: Der altägyptische Staat: Untersuchung aus politikwissenschaftlicher Sicht (= Menes. Band 4). Harrassowitz, Wiesbaden 2006, ISBN 3-447-05319-4. page 71–73.
6. ↑  Karenga (Maulana.): Maat, The Moral Ideal in Ancient Egypt: A Study in Classical African Ethics. Routledge, London 2003, ISBN 0-415-94753-7, page 363.
7. ↑  Rabinovich, Yakov. Isle of Fire: A Tour of the Egyptian Further World. Invisible Books, 2007.